# Linkosamider

Klindamycin

Linkosamider är en grupp av antibiotika. Gemensamt för alla preparat i gruppen är att de är glykosider som innehåller en pyrrolidinring bunden via en amidbindning till en pyranosenhet. Linkosamider verkar genom att binda till den bakteriella ribosomens stora subenhet(50S) vilket i sin tur hämmar bakteriens proteinsyntes.

Linkomycin

## Exempel på linkosamider
- Klindamycin (varunamn: Dalacin)
- Linkomycin (avregistrerat i Sverige)